# NGC 7439
NGC 7439 (również PGC 70134 lub UGC 12273) – galaktyka soczewkowata (SB0), znajdująca się w gwiazdozbiorze Pegaza. Odkrył ją Albert Marth 9 września 1863 roku.